# Массовое избиение в Благовещенске
Ма́ссовое избие́ние в Благове́щенске — операция устрашения в Благовещенске (Башкортостан) и прилежащих населенных пунктах с 10 декабря по 14 декабря 2004 года.
По версии «Новой газеты», в ходе операции были задержаны от 500 до 1500 женщин, мужчин и подростков и даже инвалидов, всего (2,5 % населения города), причем многие из них избиты и подвергнуты пыткам. Некоторые после травм стали инвалидами. Среди обвиняемых по факту «превышения должностных полномочий» оказался начальник Благовещенского ГРОВД, командир отряда Тише  другие сотрудники милиции, которых понизили в должности. Как сообщила Лента.ру, по результатам работы специальной комиссии центрального аппарата МВД, пострадали, по разным оценкам, до 1000 человек. Разница в цифрах получилась из-за того, что, как сообщают башкирские правозащитники организации «За права человека», «прокуратура негласно саботировала расследование, не принимая заявления от граждан». Одним из первых результатов работы стало увольнение прокурора Благовещенска Шамиля Исмагилова.

## Предыстория конфликта
Президент Башкирии Муртаза Рахимов и его окружение часто обвинялись в подавлении независимых СМИ и создании авторитарного режима в республике. Так, официальными властями Башкортостана преследовались: радиостанция «Титан», газеты «Вечерний Нефтекамск» и «Отечество». Главные редакторы оппозиционных газет подвергались уголовному преследованию. После публикации материалов о «кровавой зачистке» (так «операцию» назвало население Благовещенска) была уволена журналистка Вероника Шахова. Министерство внутренних дел и ФСБ, прокуратура и суды — под контролем федеральных органов власти.
Правозащитник Игорь Калягин утверждает, что одной из причин избиения мог послужить тот факт, что Благовещенск был в числе немногих городов, проголосовавших на президентских выборах против Муртазы Рахимова (президент набрал меньше голосов, чем графа «против всех»), а башкирский президент уже и ранее применял к городу меры, которые можно расценить как коллективное наказание.

## Криминогенная обстановка в Благовещенске
По данным МВД, «рост уличной преступности» в Благовещенске за 2004 год составил 200 %.
28 декабря 2004 года и. о. прокурора Башкортостана Михаил Зелепукин сообщил, что в Благовещенске «количество хулиганских проявлений за последние несколько лет увеличилось на 30 %, грабежей — на 40 %, разбойных нападений — на 200 %».
3 февраля 2005 года журналист «Новой газеты» написал, что имеет статистику по судам первой инстанции Благовещенского района за 2003—2004 годы. Используя показатель дошедших до суда случаев, он заявил, что «явно заметно общее снижение уровня преступности, а количество тех же самых грабежей вообще снизилось в 4 раза».
16 февраля 2005 года на пресс-конференции председатель Госсобрания РБ Константин Толкачёв, говоря о ситуации с преступностью в Благовещенске, сказал: «Благовещенск исторически был неблагонадежным городом в криминальном отношении. Там ещё при советской власти действовали три спецкомендатуры, куда со всего Советского Союза собирали преступников, которые отбывали наказание в рамках этих комендатур, на так называемой „химии“. Там сложилась доминирующая криминальная идеология, население боялось выйти на улицу, опасаясь преследования криминальных структур».
2 февраля 2005 года журналист газеты «Комсомольская правда» написал, что в городе дважды был разгромлен стационарный пункт милиции. По его словам, спустя месяц после событий в Благовещенске вновь был избит милиционер.

## Обращение жителей Благовещенска к России
Жители Благовещенска после унижений, избиений и изнасилований создали движение по борьбе с пытками, зачистками и фильтрациями и написали обращение ко всем живущим в России.
…Мы так же бесправны, как и вы. Нам объясняют, что ничего не было, что никто нас не избивал, не унижал, не мучил, а всё что произошло — это только наша вина. 

…

Били зэков и вольных, демонстрантов и прохожих, мужчин и женщин, стариков и подростков. Унижали, насиловали.
…

Милицейский беспредел в нашем городе положил начало применению карательных действий во многих регионах России….Свои действия погромщики в милицейской форме и масках основывают на неких секретных приказах и инструкциях. Они для них важнее всех законов.
…

Мы уже не надеемся ни на власть, ни на российский суд. Мы надеемся уже только на себя и на взаимную помощь всех тех, кто был в нашем незавидном положении. 

## Официальная версия произошедшего

### Начало конфликта
Согласно официальной версии, в Благовещенске было проведено профилактическое мероприятие, вызванное разгулом криминальных элементов. Поводом для него послужил инцидент 8 декабря 2004 года, когда при попытке милиционеров арестовать трех подвыпивших местных бизнесменов те оказали активное сопротивление. К ним присоединилась толпа численностью до 50 человек, избившая милицейский наряд, в результате чего нескольких милиционеров пришлось госпитализировать.
8 декабря 2004 года приблизительно около 23:00 на перекрёстке между тремя барами «Виктория», «Кредо» и «Фараон» патруль милиции (Евгений Чистяков, Павел Гольтяев, Ильгиз Мифтахов) остановил трёх человек и потребовал предъявить документы. В связи с тем, что у граждан не оказалось при себе документов, милиционеры предложили пройти в стационарный пункт милиции. Граждане ответили отказом. Разные источники приводят свои версии дальнейших событий.
Гражданами являлись трое предпринимателей: Олег Катаев (1970 года рождения), Виктор Героев и Ринат Исламов (1963 года рождения). Олег Катаев, бывший милиционер, был владельцем бара «Виктория».
По версии МВД, после отказа предъявить документы милиционеры решили задержать предпринимателей, последние оказали сопротивление. К месту инцидента стали собираться посетители баров (назывались цифры 40—50 человек). Собравшиеся участники начали избивать сотрудников милиции. На место прибыли двое сотрудников дорожно-патрульной службы, которые также были избиты. Сержант Евгений Чистяков был госпитализирован с диагнозом сочетанная травма и сотрясение головного мозга, прапорщик Сергей Осетрин госпитализирован с ушибом нижней челюсти, старшина Павел Гольтяев госпитализирован с ушибом мошонки и паховой области. Сержант Ильфир Гайсин и рядовой Ильгиз Мифтахов получили множественные ушибы мягких тканей.
По данному факту прокуратура возбудила уголовное дело по ст. 318 ч. 2 УК РФ. Исланов и Героев были взяты под стражу, Катаев подписал подписку о невыезде.
Позднее официальные лица перестали употреблять выражения «озверевшая толпа» и «черепно-мозговые травмы», а госпитализация милиционеров оказалась преждевременной.
13 января 2005 года журналист газеты «Труд» привёл слова очевидца происшествия: «подростки буквально топтали людей в форме. Как только из расположенного неподалёку отдела внутренних дел к месту драки подоспела подмога — все тут же разбежались».

### Проведение милицейской операции
27 декабря 2004 года руководитель пресс-службы МВД РБ Руслан Шарафутдинов сообщил, что после происшествия по согласованию с прокуратурой было принято решение о «проведении профилактических мероприятий». В операции принимали участие личный состав ГРОВД Благовещенска (130 человек) и сотрудники ОМОНа (15 человек, по другим данным — 17 человек). В период с 10 по 13 декабря сотрудники милиции проверяли «притоны, квартиры, где проживают неблагополучные семьи, общежития, общественные места, в том числе дискотеки, бары, рюмочные, закусочные». Операция проходила в самом городе и близлежащих сёлах (Бедеева Поляна, Верхний Изяк, Ильино-Поляна, Удельно-Дуваней).
Заместитель министра внутренних дел республики Анатолий Смирнов сообщил, что в отделения милиции был доставлен 381 человек. Из них 171 человек находился в нетрезвом состоянии, в том числе 12 несовершеннолетних. По итогам операции раскрыты шесть ранее совершенных преступлений, в том числе два грабежа. Задержаны два человека, находившихся в федеральном розыске.
В ходе операции милиционерами было допущено превышение служебных полномочий, выражавшееся в применении мер физического воздействия и неправильном оформлении протоколов.
В ходе этих мероприятий был установлен ряд нарушений и по этим фактам составлено 280 административных протоколов. Зачинщики драки — три местных бизнесмена — установлены и арестованы. Впоследствии один из милиционеров (обвинённый коллегами в подкупе) публично заявил, что дал свои показания под давлением и никакого избиения не было.
Также официальными лицами Благовещенска 16 дней после зачистки приводились сведения, что операция была необходима в связи с ростом преступности в Благовещенске, достигшим уровня 200 %. При этом неизвестно, учитывалось ли в данных подсчётах задержание около 500 (по данным правозащитников 1500) человек при зачистке, так как в статистике идет речь о 280 делах, возбуждённых после событий 12 февраля. Также остается совершенно неизвестным, о каком промежутке времени идёт речь в данной статистике. По данным благовещенского отделения движения «За права человека» и «Новой газеты», использовавших статистику по судам первой инстанции Благовещенского района за 2003—2004 годы, картина прямо противоположная — уровень преступности в Благовещенске за 2004 год, напротив, снизился, а количество грабежей вообще упало в четыре раза.
Итоги операции подвёл заместитель министра внутренних дел Башкирии по следствию генерал Смирнов.
Версия башкирского руководства несколько раз изменялась в зависимости от того, сколько информации просачивалось за пределы Башкирии и самого города Благовещенска. В городе на время зачисток был фактически введён комендантский час.
По официальным данным, пострадали 342 человека, из них у 197 человек были зафиксированы травмы от побоев, но по результатам работы специальной комиссии центрального аппарата МВД, в ходе спецоперации, проведённой правоохранительными органами в Благовещенске с 10 по 14 декабря, пострадали, по разным оценкам, до 1000 человек.

## Официальная хроника
28 декабря 2004 года — прокурор Михаил Зелепукин изложил свою версию событий в городе. Согласно этой версии, в Благовещенске было проведено профилактическое мероприятие, вызванное разгулом криминальных элементов. Поводом для него послужил инцидент 8 декабря 2004 года, когда при попытке милиционеров арестовать трех подвыпивших местных бизнесменов (Виктора Героева, Олега Катаева и Рината Исланова) те оказали активное сопротивление. К ним присоединилась толпа численностью до 50 человек, избившая милицейский наряд, в результате чего нескольких милиционеров пришлось госпитализировать. Вслед за тем милиция провела в городе профилактические мероприятия. В частности, произвели проверку работы паспортно-визовой службы, общежитий, мест возможного нахождения лиц, совершивших или готовящих преступления. В ходе этих мероприятий был установлен ряд нарушений и по этим фактам составлено 280 административных протоколов. Зачинщики драки — три местных бизнесмена — установлены и арестованы. По словам прокурора Башкирии, в Благовещенске наблюдался рост преступности, в частности, количество хулиганских проявлений за последние несколько лет увеличилось на 30 %, грабежей — на 40 %, разбойных нападений — на 200 %. Михаил Зелепукин также сообщил, что ему ничего не известно о пострадавших в результате действий сотрудников милиции в связи с отсутствием заявлений от этих пострадавших. Как отметил прокурор, «если такие заявления поступят в прокуратуру, они обязательно будут внимательно проверены, если факты подтвердятся, прокуратура будет действовать».
29 декабря 2004 года — глава МВД России Рашид Нургалиев заявил: «Было очень много обращений жителей Башкирии на неправомерные действия сотрудников милиции. Мы направили совместную группу [в Благовещенск], чтобы внести ясность».
30 декабря 2004 года — прокуратура Башкирии (после вмешательства Генеральной прокуратуры РФ) возбудила уголовное дело по фактам превышения должностных полномочий сотрудниками милиции, проводивших спецоперацию. Как заявил заместитель Генпрокурора РФ по Приволжскому федеральному округу Сергей Герасимов, «основанием для возбуждения уголовного дела явились заявления граждан в прокуратуру Благовещенска о причинении им различных телесных повреждений при так называемой профилактической операции сотрудниками органов внутренних дел». Он также обвинил прокурора Благовещенска в медлительности и нерешительности при проверке сообщаемых гражданами фактов. В тот же день прокурор Благовещенска уволился из органов.
5 марта 2005 года — Верховный суд Башкирии признал незаконными более 170 постановлений об административных нарушениях, заведённых милицией на жителей Благовещенска в декабре 2004 года.
1 апреля 2005 года — от занимаемой должности временно отстранён (и впоследствии отправлен в отставку) заместитель главы МВД Башкирии Анатолий Смирнов. По словам главы МВД России Рашида Нургалиева, Смирнов непосредственно отвечал за обеспечение правопорядка в Благовещенске.
11 апреля 2005 года — прокуратура Башкирии предъявила обвинение в превышении служебных полномочий семи милиционерам: начальнику Благовещенского ГРОВД подполковнику Ильдару Рамазанову, заместителю начальника городского угрозыска майору Олегу Шапееву, оперуполномоченному угрозыска лейтенанту Айдару Гильванову, участковому Вилю Хаматдинову, бывшему командиру оперативного отряда уфимского ОМОНа Олегу Соколову, заместителю начальника милиции общественной безопасности Благовещенска майору Олегу Мирзину, старшине Благовещенского ГРОВД прапорщику Юрию Головину и сотруднику изолятора временного содержания Благовещенского ГРОВД прапорщику Сергею Фомину.
29 сентября 2005 года — Благовещенский городской суд признал участкового уполномоченного милиции Благовещенского ГРОВД Альфреда Султанова виновным и приговорил его к 3 годам лишения свободы условно с испытательным сроком 3 года. Кроме того, суд лишил милиционера права занимать должность на государственной службе в течение 5 лет. По данным следствия, Султанов фабриковал материалы об отказе в возбуждении уголовных дел по заявлениям пострадавших от действий сотрудников милиции граждан.
31 января 2006 года — Благовещенский районный суд вынес обвинительный приговор трём зачинщикам беспорядков и драки с сотрудниками милиции в Благовещенске в декабре 2004 года. Виктор Героев приговорен к 2,5 годам лишения свободы, Олег Катаев — к 2 годам лишения свободы условно и выплате штрафа в размере 50000 рублей, Ринат Исланов — к 2 годам лишения свободы условно с испытательным сроком 3 года. Как установил суд, 8 декабря 2004 года Исланов, Героев и Катаев были остановлены милицией для проверки документов. Отреагировали они на это агрессивно. Когда представители власти попытались препроводить их в отделение, Героев позвонил жене — депутату местного совета. Та прибыла на место вместе с беременной супругой Катаева. В ходе препирательства кто-то из милиционеров грубо оттолкнул беременную женщину. Это и явилось поводом для избиения патрульных, в результате чего последние попали в больницу. 20 апреля 2006 Верховный суд Башкирии отменил этот приговор и направил дело на новое рассмотрение в Благовещенский районный суд.

## Версия СМИ

### Начало конфликта
Официальным поводом для конфликта послужило задержание 8 декабря 2004 года около 23:00 недалеко от бара «Виктория» трех известных бизнесменов города Благовещенска. По версии, изложенной самими бизнесменами, инцидент носил следующий характер: Олег Катаев и Виктор Героев (обвинявшие главу городской администрации Анфаса Нуретдинова в коррупции и стремлении поставить под свой контроль весь бизнес в городе, а также выпускавшие независимую газету «Зеркало»), а также бизнесмен Ренат Иланов и беременная жена Катаева, были остановлены тремя милиционерами (сержантами Гасиным, Чистяковым, Мифтаховым) для проверки документов. У Героева паспорта не оказалось. В ходе возникшего спора Мифтахов сильно толкнул беременную жену Катаева, что привело к драке. Позднее Катаев утверждал, что один из милиционеров объяснил ему, что милиционеры хотели таким образом вынудить их дать взятку в размере 50 рублей.
Конфликт был урегулирован благодаря появлению жены Героева (депутата горсовета) и местного участкового майора Фадеева, а возбужденного Мифтахова его собственные товарищи насильно втолкнули в машину и увезли. При этой сцене присутствовало несколько человек, никак не вмешивавшихся в происходящее; факт существования толпы и её нападения на милиционеров не подтвержден ни одним свидетелем. При этом следствие даже не предприняло попытки установить личности лиц, участвовавших по его версии в нападении (кроме трех бизнесменов). Согласно версии милиционера Чистякова, изложенной им впоследствии, «люди из числа прохожих» вступились за бизнесменов и активно препятствовали их аресту, однако без применения насилия, оттирая от них милиционеров; никакой драки не было. Позднее в официальных заявлениях перестали употребляться выражения «озверевшая толпа» и «черепно-мозговые травмы».
Согласно позднейшему заявлению самого Чистякова, на следующий день Чистяков, Гасин и Мифтахов по настоянию начальника ГРОВД, заявившего, что необходимо открыть уголовное дело на бизнесменов, и подробно проинструктировавшего их, что и как говорить — явились в больницу, жалуясь на головные боли. Их продержали в больнице неделю и поставили диагноз «сотрясение головного мозга», однако же, не подтверждённый невропатологом. По утверждениям врачей благовещенской больницы, никакой необходимости в госпитализации милиционеров не было, их госпитализировали по личному указанию главного врача.
Впоследствии Чистяков утверждал, что дал первоначальные показания против бизнесменов под давлением руководства и никакого избиения не было. Чистяков вскоре после событий подал рапорт об увольнении и письменно заявил, что никаких претензий к бизнесменам не имеет; после чего, по его словам, сотрудники ГРОВД и УСБ под угрозой ареста заставили его подписать ложное заявление, будто Катаев предлагал ему деньги за то, чтобы замять дело.
Согласно версии МВД Башкирии, Чистяков был подкуплен. Представитель МВД утверждал, что у министерства имеется письменное признание одного из пяти пострадавших милиционеров, согласно которому ему и его товарищам предлагали изменить свои показания в пользу подозреваемых за 150 000 рублей. По утверждению начальника отдела по расследованию особо важных дел прокуратуры РБ Алексея Касьянова, «в деле имеются показания более десяти свидетелей, которые подтверждают факт нанесения телесных повреждений сотрудникам милиции. Вразрез с этими показаниями идут свидетельства близких и родственников подозреваемых…»
20 января 2005 года в Москве на пресс-конференции группа правозащитников предъявила заявления двух милиционеров Павла Гольтяева и Евгения Чистякова, в которых те отказывались от прежних показаний. Как сказал Чистяков, столпившиеся прохожие милиционеров не били, а «оттаскивали» от предпринимателей, препятствуя задержанию последних. Чистяков заявил также, что начальник ГРОВД Рамазанов предложил милиционерам лечь в больницу без необходимости в этом. В январе Чистяков уволился по собственному желанию. Он сообщил, что опасается преследования со стороны МВД.
Правозащитники также представили заявление Павла Гольтяева. Гольтяев, однако, пишет, что избиение милиционеров имело место: «в этот момент стоящие рядом люди, в основном лица кавказской национальности стали отталкивать нас, толкать, собралась толпа около двадцати человек… кто-то из толпы нанес удар мне в область паха». По его словам, Чистякова также ударили, один из граждан «нанёс удар головой в область лица сержанта Чистякова Е.». В своём заявлении Гольтяев сказал, что в больницу он лёг под давлением начальника.

### Милицейская зачистка
Прибывший в город заместитель министра внутренних дел Башкирии по следствию генерал Смирнов после совещания с руководителем городской администрации принял решение о вызове в город ОМОНа. Соответствующий приказ отдал его начальник, министр внутренних дел Башкирии генерал Диваев.

Приказ о командировании башкирского ОМОНа в Благовещенск. 9 декабря 2004 года.

О действиях сотрудников милиции в Благовещенске впервые сообщила в эфире радиостанции «Эхо Москвы» журналистка Юлия Латынина 25 декабря 2004 года. Затем последовали публикации в «Новой Газете» и программы на радио «Свобода». Благовещенск посетили российские правозащитники Лев Пономарев (Движение «За права человека») и Людмила Алексеева (Московская Хельсинкская группа).

#### Хроника зачистки
В феврале 2005 года организация «Московская Хельсинкская группа» опубликовала доклад о событиях в Благовещенске, в подготовке которого принимали участие Л. Алексеева, В. Бекбулатов, Л. Пономарёв, В. Шахова. Доклад составлен на основе 95 индивидуальных письменных заявлений и 2 коллективных, где 79 потерпевших сообщили о применении к ним (или к их детям) физического насилия со стороны милиции, 24 интервью (14 — от потерпевших, из которых двое ранее подавали письменные заявления, 12 — выразили пожелание не публиковать их личные данные; 7 — от свидетелей, и 3 — от официальных лиц (начальник Благовещенского ГРОВД, зам. главы районной администрации, врач Благовещенской ЦРБ), 32 зарегистрированных обращения граждан в больницу Благовещенска.
Действия милиции в докладе характеризуются как «массовые расправы», «облавы», «акция массового наказания в целях устрашения». В докладе приводятся заявления пострадавших, согласно которым омоновцы избивали граждан дубинками, прикладами автоматов, вынуждали длительное время находиться в неудобных позах и подписывать заявления об отсутствии претензий к милиции и незаполненные бланки протоколов задержания. В докладе говорится о том, что у потерпевших изымались денежные средства и ценные вещи, которые затем присваивались милицией. Число задержанных в докладе оценивается более чем в 1000 человек и 200 человек, избитых на месте, но не доставленных в отделение милиции.
Зачистки начались с погромов заведений, принадлежавших Катаеву и Героеву 10 декабря 2004 года. В период с 10 по 12 декабря зачистка была проведена в селах: Ильино-Поляна, Верхний Изяк и Удельно-Дуваней.
- 10 декабря. Отряд ОМОНа прибыл по приказу Рамазанова и был размещён в подведомственом отеле «Березка», начальником ГРОВД создан оперативный штаб спецоперации. Совершены облавы в микрорайоне ГАЗ, задержаны и избиты 4 подростка. В 16:00 оцеплен рынок города. Людей строили в шеренгу, били дубинками, заставили отключить мобильные телефоны, затем погрузили в фургоны. Ближе к вечеру милиция стала «зачищать» территорию возле улицы Седова (центр города), а затем рабочие окраины[38].
- 11 декабря — с 14.00 до 17.00 проведен рейд по двум общежитиям: «речников» № 2 и БВК. Алию Мударисову, 10 лет, один из милиционеров ударил прикладом по голове, родители были на работе[38].

Вечером облава проводилась в районе ул. Седова. С 20:00 было оцеплено село Бедеева Поляна, в 22:30 проведена операция в селе Верхний Изяк, в 23:30 оцеплено село Ильино-Поляна, в 22:40 оцеплен дом культуры в селе Удельно-Дуваней. Подростков на сельских дискотеках избивали, отнимали деньги, драгоценности и мобильные телефоны, а затем везли в подвал ГРОВД. Там экзекуции продолжались, одну беременную женщину били в живот, А. С. Шатанов после 2 задержания за время зачисток вскрыл себе вены.
18-летний Саша Кулаков рассказывает следующее:
 Люди стояли вдоль стен в фойе, коридорах и даже на лестницах. Нас отвели в подвал и тоже поставили лицом к стенке
 Человек лбом упирался в стенку, ноги строго на ширине плеч, на расстоянии метра от стены, спина максимально изогнута, руки за головой. 
Далее НГ описывает избиения задержанных: Дениса Соколова увезли на «скорой» прямо из «темной» комнаты — парень держался до последнего и потерял сознание во время экзекуции. <…> Алексея Расчесова отделали ещё в автобусе так, что пробили ему мочевой пузырь. В дежурку волокли уже за волосы и тут же увезли в реанимацию. По утверждению оперировавшего его доктора Салимгареева, парень останется инвалидом на всю жизнь. 
- 12 декабря — зачистка в микрорайонах Инза и ГАИ, центре города, далее в вышеназванных селах и селе Верхний Изяк, где жестоко избили ученика 10-го класса Вилю Ахметянова. Издевательства в подвале ГРОВД продолжились и на этот день. По свидетельствам очевидцев одному мужчине сломали ребро, у другого отобрали зарплату (5 тысяч рублей) и стали избивать.
- 13 декабря — выборочные рейды по городу. Жестоко избит близорукий ребёнок-астматик Дьяконов Олег. Повторная облава в кафе города и близлежащих селах. Задержанных заставляют подписывать пустые бланки и кричать «Я люблю милицию», как это было и во все предыдущие дни.
- 14 декабря — единичные факты задержания. В 12:00 милиция стала избивать на улице подростков 12—14 лет. Сына вступившейся за детей женщины силы порядка также забрали, а её саму избили дубинкой. Вечером ОМОН уехал[38].

Журналистка Юлия Латынина, рассказавшая о событиях в Благовещенске в эфире «Эха Москвы», утверждает, что располагает письмами пострадавших, зачитав отрывки из них.
Избиения, по мнению ряда журналистов и правозащитников, продолжались на протяжении четырёх дней и захватили не только город, но и окрестные села. Среди избитых были инвалиды и подростки.
Согласно версии правозащитников, в ходе операции были задержаны полторы тысячи человек. Все 4 дня, когда происходило избиение, заместитель министра внутренних дел Башкирии по следствию генерал А.Смирнов оставался в городе.

## Нормативная основа действий милиции
Милицейская операция в Благовещенске проводилась согласно документу под названием «Решение № 57/2 руководителя оперативного штаба отдела внутренних дел г. Благовещенска и Благовещенского района РБ». «На проведение силовых мероприятий с целью пресечения массовых беспорядков», который предусматривал меры на случай «массовых беспорядков», вплоть до убийства «преступников». Этот документ, в свою очередь, был создан на основе более общего документа, получившего наименование «Приложение № 1 к приказу МВД России от 10 сентября 2002 г. № 870 дсп „Наставление по планированию и подготовке сил и средств органов внутренних дел и внутренних войск МВД России к действиям при чрезвычайных обстоятельствах“» и подписанного министром внутренних дел РФ Борисом Грызловым. При этом понятие «чрезвычайные обстоятельства» подразумевало, прежде всего, 2 варианта развития событий: чрезвычайное положение, вводимое президентом России, и аналогичное положение, вводимое местными властями в случае природных и других катаклизмов. Этот приказ стал известен в ходе расследования событий в Благовещенске, и правозащитники попытались его опротестовать; но Минюст и Генеральная прокуратура РФ признали его законным. По словам представителя Минюста, «проблема была не в приказе, а в практике его применения».
По мнению юриста Сергея Пашина, приказ № 870 дсп не может создавать «правовую основу для массовых избиений», так как согласно статье 15 Конституции РФ «любые нормативные правовые акты, затрагивающие права, свободы и обязанности человека и гражданина, не могут применяться, если они не опубликованы официально для всеобщего сведения». По мнению юриста, представителя администрации Эвенкийского округа в Совете Федерации Юрия Шарандина «в этом документе есть неграмотные формулировки. Но замените слова „бандиты“ и „банда“ на слова „предполагаемые преступники“ или „фильтрационный пункт“ на „место для содержания задержанных в административном порядке“, и неграмотность исчезнет, а содержание приказа не изменится. До введения президентом чрезвычайного положения все конституционные права граждан действуют в полном объёме. И пока не найдены пункты, ущемляющие права человека, к этому документу претензий не может быть.».
Как установила прокуратура Башкирии, слишком «расширительно» трактуя перечень «чрезвычайных обстоятельств», начальник Благовещенского ГРОВД Ильдар Рамазанов распорядился создать фильтрационный пункт в Благовещенске для обеспечения профилактической акции местной милиции. В обвинительном заключении Рамазанову вменили в вину «грубое нарушение приказа № 870».
По мнению инициативной группы «Общее действие», ещё одним основанием для спецоперации башкирского ОМОНа явилось решение № 57/2, подписанное 13 февраля 2004 года начальником Благовещенского ГРОВД полковником милиции Бикбулатовым: «На проведение силовых операций в целях пресечения массовых беспорядков». По мнению той же инициативной группы, это решение является разработкой приказа Бориса Грызлова).

## Суд
По результатам расследования были возбуждены уголовные дела против семи милиционеров, среди которых: начальник Благовещенского ГРОВД подполковник Ильдар Рамазанов, заместитель начальника городского угрозыска майор Олег Шапеев и т. д..
После скандала Генеральная Прокуратура РФ возбудила уголовное дело по факту благовещенских событий. Потерпевшими был признан 341 человек. Однако, как заявил прокурор Башкирии Александр Коновалов: «Значительная часть сотрудников милиции, в частности, сотрудников отряда милиции особого назначения, которые, в основном, и причиняли вред гражданам, остались не установленными. Потому что эту „героическую акцию“ они провели в масках». В результате под суд было отдано 8 человек:
- начальник Благовещенского ГРОВД подполковник Ильдар Рамазанов,
- зам. начальника городского угрозыска майор Олег Шапеев,
- оперуполномоченный угрозыска лейтенант Айдар Гильванов,
- участковый Виль Хаматдинов,
- командир оперативного отряда уфимского ОМОНа Олег Соколов,
- заместитель начальника милиции общественной безопасности Благовещенска майор Олег Мирзин,
- старшина Благовещенского ГРОВД прапорщик Юрий Головин,
- сотрудник изолятора временного содержания ГРОВД прапорщик Сергей Фомин.

Им были предъявлены обвинения в превышении должностных полномочий (ст. 286). В отдельное производство были выделены дела ещё двух милиционеров (участковых Альберта Султанова и Василия Жукова), обвиненных в служебном подлоге (ст. 292), в котором их уличили правозащитники, и злоупотреблении должностными полномочиями (ст. 285). Суд должен был открыться в сентябре 2005 г., но его открытие было перенесено на месяц; в марте 2006 г. Благовещенский райсуд вынес решение о возврате материалов дела со стадии судебного разбирательства назад в прокуратуру и разделении его на два — относительно руководителей операции и рядовых участников. Суд мотивировал требование тем, что восемь подсудимых милиционеров и их адвокаты по разным причинам неоднократно срывали заседания суда, и разделение дела на две части поможет вести процесс более продуктивно. Все это время большинство обвиняемых продолжали исполнять свои прежние должностные обязанности.
В марте 2010 года бывшие начальник городского РОВД Ильдар Рамазанов и заместитель командира первой оперативной роты ОМОН МВД Башкирии Олег Соколов были признаны виновными в превышении должностных полномочий, а заместитель Рамазанова Олег Мирзин — в злоупотреблении должностными полномочиями. Они были приговорены, соответственно, к пяти с половиной, четырём с половиной и четырём годам лишения свободы условно. Им на три года запретили занимать должности в органах власти. До того судом были признаны виновными ещё семь сотрудников милиции. Один из них, оперуполномоченный уголовного розыска Айдар Гильванов, в 2008 году получил четыре года лишения свободы, а все остальные осужденные — заместитель начальника уголовного розыска Благовещенска Олег Шапеев, старшина РОВД Юрий Головин, сотрудник ИВС Сергей Фомин, участковые Альберт Султанов, Василий Жуков и Виль Хаматдинов получили условные сроки.

## Утверждения о давлении на пострадавших и их отказ от претензий
После событий некоторые граждане заявили, что дали показания под влиянием эмоций и взяли показания обратно. Однако по утверждениям Льва Пономарева, журналистки «Новой газеты» Анны Политковской и др., на пострадавших правоохранительными органами оказывалось массированное давление. По словам Политковской, существует множество заявлений в милицию. Тех, кто отказывался забирать заявления, и даже их родителей, увольняли с работы. Благовещенская журналистка Вероника Шахова заявила, что давление на пострадавших оказывал глава администрации Анфас Нуратдинов; по домам ходили некие лица, предлагавшие деньги за отказ от претензий. Адвокат потерпевших Станислав Маркелов заявил:
потерпевшие подвергаются давлению со стороны неких эмиссаров, заявляющих, что представляют интересы обвиняемых и предлагающих деньги и другие блага за отказ от претензий и от услуг московского адвоката. Те, кто отказывался от посулов, получали угрозы. В результате один из подзащитных Станислава Маркелова был вынужден уехать за пределы республики.
По сообщениям СМИ, Шаховой и правозащитников, давление на пострадавших оказывал и бывший правозащитник, Бикбулатов: он предлагал потерпевшим взятки: «от наличных в 50 тысяч рублей до сотовых телефонов, плееров, и поездок на экскурсию в Москву. Деревенским предлагал вещи. Одному из серьёзно пострадавших Бикбулатов даже предлагал квартиру. Когда ему сказали: „Хорошо, давайте обсудим эту ситуацию. Но пусть при разговоре присутствует наш адвокат“, — Бикбулатов исчез».

В конце 2005 года пострадавшие в массовом порядке стали писать заявления отказного характера. Политковская приводит образец одного из таких заявлений, где автор сожалеет о своих показаниях.
 «…я сгоряча дал показания о том, что меня четыре раза ударили дубинкой когда шум перевалил (цитируется в соответствии с оригиналом. — А. П.) за границы нашей республики мне стало стыдно за мой поступок я хочу сделать чистосердечное признание что первый раз я написал объяснительную поддаваясь эмоциям. Второй раз я не придавал серьёзности моего объяснения тоже…. Прошу вас принять во внимание мои чистосердечные признания… Надеюсь оно поможет в справедливости этого вопроса…». 
Политковская приводит результаты опроса (с неизвестной репрезентативностью выборки), проведённого бывшим редактором благовещенской газеты «Зеркало» Вероникой Шаховой. На вопрос «Можете ли вы или ваши близкие пострадать от произвола правоохранительных органов?» — 64 % анонимно ответили: «Я уже пострадал», 32 % — «Не исключаю такой возможности» и только 1 % сказал: «Нет, я не могу пострадать от произвола правоохранителей»].
Шахова была уволена из газеты (принадлежавшей предпринимателям) после того, как в газете появился ряд её материалов, посвящённых избиению.

## Общероссийский и международный резонанс

### Реакция Уполномоченного по правам человека в РФ
28 января 2005 Уполномоченный по правам человека в РФ Владимир Лукин охарактеризовал зачистку как самый вопиющий факт беззакония, с которым ему пришлось столкнуться за последние 8 лет. Он также подчеркнул, что ответственность должны нести руководители беззакония, а не стрелочники.

### Реакция республиканских властей
«Почему к таким изданиям никто претензий не предъявляет? Надо и здесь наводить порядок, привлекать к ответственности» — заявил Муртаза Рахимов, о ряде СМИ, использующих, по его мнению, недостоверные факты при освещении событий в Благовещенске
Власти, по утверждениям «Новой Газеты», попытались «закрыть» Благовещенск: вокруг города были выставлены посты, идущая в город почта перлюстрировалась, все телефонные переговоры прослушивались, по домам пострадавших ходили милиционеры и угрожали.
10 февраля 2005 состоялась внеочередная сессия парламента Башкортостана, на которой также присутствовали президент, министр внутренних дел и прокурор республики. Президент Муртаза Рахимов предложил подать в суд на ряд средств массовой информации за использование недостоверных фактов при освещении милицейской операции, прошедшей в Благовещенске. При освещении этих событий, по мнению главы республики, некоторые СМИ использовали недостоверные факты, стремились опорочить МВД и политическое руководство республики. По мнению президента, журналисты дезинформировали общественность о событиях в Благовещенске и помешали объективному расследованию событий. В частности, по данным прокурора Михаила Залепукина, не подтвердились распространённые СМИ сведения о применении милиционерами сексуального насилия в отношении девушек, задержанных в ходе операции. Муртаза Рахимов предложил МВД по РБ подать иск в суд за оскорбление чести и достоинства. Однако он не назвал конкретные издания, распространявшие, по его мнению, недостоверную информацию. Парламент Башкортостана признал, что проведенная в Благовещенске милицейская операция была обоснована, но в ходе неё допущены факты превышения сотрудниками милиции своих полномочий. Президент Муртаза Рахимов заявил, что «наказание должны получить и милиционеры, которые превысили свои полномочия, и прежде всего те, кто напали на милицию. Нигде в мире такого нет».
После обвинений СМИ Рахимовым последовали заявления генерала Диваева и председателя Госсобрания и члена Совета безопасности Башкортостана Константина Толкачева. Толкачев в своем заявлении обвинял правозащитников и независимые СМИ в спекуляциях, назвал применение ОМОНа излишним, а также заявил, что «права граждан нарушены однозначно».
Салават Кусимов, заместитель председателя Государственного собрания республики сказал: «этот пресс по отношению к милиции продолжается. Есть случаи, когда милиционеров уже избивают, милиционер уже боится выйти на улицу». При этом он не назвал имен милиционеров.
Республиканский ОМОН подал в суд на местную оппозиционную газету «Зеркало», которая первой рассказала о событиях в Благовещенске. За 999 экземпляров газеты он требует 1 000 000 рублей. С иском в суд против редакции уфимской оппозиционной газеты «Отечество» обратились ОМОН (требовавший полтора миллиона рублей) и генерал Смирнов (бывший заместитель министра внутренних дел; требовал полмиллиона рублей). В суд омоновцы не явились, так как находились в Чечне. Впоследствии оба иска были отклонены судом.
Было также опубликовано письмо благовещенских милиционеров, в котором они заявили о намерении провести голодовку в знак протеста против нарушения их прав. В их письме говорилось: «Третий месяц идет специально организованная кампания, в которой нас изображают настоящими монстрами, насильниками и убийцами. Сотрудников МВД в Благовещенске открыто оскорбляют, криминальные элементы делают что хотят, а мы не может пресечь их незаконные действия без того, чтобы не услышать крик о нарушении прав человека». Обещанная милиционерами голодовка не была проведена. Также пресс-служба МВД республики заявила, им ничего не известно о намерении провести забастовку.
Год спустя после «операции» пресс-секретарь МВД Руслан Шарафутдинов сказал, что большинство из задержанных регулярно нарушали общественный порядок, были постоянными посетителями питейных заведений, а также безработными. Также 20 из пострадавших были осуждены за 2005 год благовещенским судом за кражи, изнасилования, разбои, грабежи, убийства. Некоторые из обвиняемых утверждают, что дела сфабрикованы и милиция их преследует за дачу показаний против милиции во время зачистки.

### Реакция правозащитников
По словам Людмилы Алексеевой, избиение — это не случайность, а признак установившейся в Башкирии практики: по количеству жалоб на нарушения прав человека Башкирия из российских регионов уступает только Чечне, основные жалобы — на действия милиции и лично министра Диваева. Аналогичные благовещенской зачистки происходили и в других городах, например Салават и Чишмы.
Лев Пономарёв так сформулировал основные выводы правозащитников:

(…)Мы считаем, что полную ответственность, прежде всего уголовную, должны нести те, кто отдавал приказы. Это прежде всего заместитель министра Анатолий Смирнов, который руководил все эти дни действиями ОМОНа. Это — глава района Нуртдинов, который 8 января на встрече с жителями города заявил, что инициатором вызова ОМОНа был именно он. И это, безусловно, министр Диваев, который подписал приказ об использовании ОМОНа против мирных людей.
Далее. Есть факты и свидетельства, что в одной из комнат РУВД действительно насиловали девушек. (…)
Мы требуем уголовного преследования главного врача районной больницы, который несет ответственность за исчезновение регистрационного журнала. Мы требуем завести отдельные уголовные дела на тех официальных чинов, которые ходят сегодня по квартирам людей и угрожают им, требуя молчать. У нас есть целый список на этих лиц — во главе с начальником районной милиции.

Правозащитники считают, что на федеральном уровне за зачистку, прозванную среди населения республики «кровавой», ответственность несут руководители МВД России (в данном случае Грызлов), отдавшие приказы о чрезвычайных действиях на территории РФ  . В 2005 году сопредседатели Всероссийского гражданского конгресса охарактеризовали «нынешний режим» как «преступную полицейскую диктатуру».

### Реакция ПАСЕ
Доклад правозащитников с этими выводами был послан в ПАСЕ. ПАСЕ со своей стороны выразила беспокойство массовым нарушением прав человека. Западные парламентарии увязывают трагедию, происшедшую в Башкирии, с чеченской проблемой, поскольку, по их мнению, неадекватность поведения сотрудников милиции может быть связана с тем, что опыт внесудебных расправ и привычку к ним они приобретают именно на Северном Кавказе. В докладе ПАСЕ о выполнении Россией своих обязательств перед этой организацией, Благовещенск фигурировал как один из примеров нарушения прав человека в РФ.

### Акции протеста
В конце февраля 2005 г. в Башкортостане состоялось сразу несколько акций протеста против милицейского произвола в Благовещенске. 26 февраля состоялась акция протеста оппозиции в Уфе, по оценке милиции в ней приняли участие 2 тысячи человек, хотя организаторы подавали заявку на 30 тысяч; митингующие вышли с оранжевыми ленточками Участники требовали отставки президента Рахимова и министра Диваева. «Отставка министра Диваева на сегодняшний день из плоскости чисто административной перешла в плоскость политическую», — заявил руководитель регионального отделения Общероссийского общественного движения «За права человека» Ильдар Исангулов. По его словам, «Диваев является стержнем режима Муртазы Рахимова. Он покрывает хищения нефти, которые существуют в Башкирии. Мы располагаем документами, которые свидетельствуют о том, что в действиях Рахимова есть состав преступления, предусмотренный Уголовным кодексом». Журналист «Новой газеты» М. Хайруллин сказал: «Мы хотим свергнуть режим Муртазы мирным путём, так, как это произошло на Украине. Поэтому, и в знак солидарности выйдем на митинг с оранжевой символикой».
Параллельно прошёл митинг сторонников милиции. По словам начальника отдела общественных связей МВД Башкирии Руслана Шарафутдинова, в нём принимало участие 100 человек. Манифестанты требовали «прекратить травлю башкирского МВД и дать милиции нормально работать».
25 марта состоялась новая крупная акция протеста в самом Благовещенске; участники митинга потребовали привлечь к ответственности виновников декабрьских событий.
15 июля 2005 г. в Москве состоялась акция протеста против милицейского произвола, которую провели представители партии «Яблоко», комитета «За Гражданские Права», Московской Хельсинкской Группы и общественного движения «Гражданское Сопротивление». На митинге были лозунги: «Фашисты вон из МВД», «Деваева — под суд!», «МВД Башкирии — гестапо сегодня», «Нургалиев! Остановите милицейский произвол в Башкирии!».

Участники Движения борьбы с пытками, зачистками и фильтрациями «Россия избитая» опубликовали заявление, призывающее к координации защиты от действий силовиков
Мы сможем друг другу помочь хотя бы взаимной поддержкой и информацией. Мы просим Вас спрятать свой страх, мы боимся не меньше вашего, но по собственному опыту знаем, что тех, кто не сопротивляется, ломают в первую очередь. Мы надеемся наладить координационную сеть между пострадавшими для оказания взаимной помощи и оперативного реагирования на любые факты давления со стороны властей.
.

## Попытка оклеветать правозащитников
Бывший правозащитник, с 2003 года по июнь 2005-го являвшийся координатором движения «За права человека» в Башкирии, Вячеслав Гасимович Бикбулатов, по утверждению Шаховой, адвокатов потерпевших, а также самих потерпевших и правозащитников, пытался подкупить пострадавших (предлагал машину, поездки в Москву, одежду для деревенских жителей), а позднее прилагал все усилия для очернения своих бывших коллег.
Так в декабре 2005 года Бикбулатов, сделал заявление в программе «Время», где утверждал, что действия правозащитников являлись спланированной Березовским акцией, направленной против главы МВД Башкирии. По мнению Бикбулатова, правозащитники получили более миллиона долларов от Березовского за проведение своих мероприятий, а при заключении договоров с потерпевшими требовали 25 % суммы компенсации в случае успеха Доказательств своих высказываний Бикбулатов так и не смог привести, документ, который он предъявлял, был объявлен фальшивым. Бикбулатов также обвинил во лжи журналистов «Новой Газеты» и подверг администрацию Благовещенска критике за то, что она, по его словам, потакала «правозащитному шабашу».
Пономарёв подал в суд на Первый канал Российского телевидения, обвинив программу «Время» в клевете. Останкинский суд Москвы счёл информацию программы «Время» не соответствующей действительности и обязал телекомпанию опровергнуть её в выпуске программы «Время», официально извиниться перед Пономарёвым и выплатить ему 5 тысяч рублей в качестве компенсации за моральный ущерб.
По мнению Льва Пономарёва, провокация «была спланирована прокремлёвскими кругами под давлением силовиков» и преследовала две основные цели: дискредитацию правозащитников в преддверии рассмотрения законопроекта об общественных организациях и отражение атак на Рафаила Диваева и Анатолия Смирнова.

## Отношение населения к милиции после Благовещенска
В 2005 году сразу после событий в Благовещенске был проведен опрос (неизвестной организацией), согласно которому:
- 41 % россиян опасаются представителей правоохранительных органов больше, чем представителей криминалитета;
- В Москве страх перед милицией испытывают более половины жителей (56 %);
- Более 80 % россиян считают очень серьёзной проблему произвола и беззакония милиции;
- 3 % опрошенных заявили, что проблемы неправомерных действий правоохранительных органов в современной России не существует;
- 59,4 % участников опроса заявили, что не надеются на российское судопроизводство.

По данным опроса Левада-Центра за 2005 год, к правоохранительным органам относятся:
С опасением 23 % опрошенных и скорее с опасением — 46 %; определённо доверяют им только 2 % опрошенных. 68 % считает, что они или их близкие могут пострадать от произвола правоохранителей, 2 % заявили, что уже страдают, 21 % считают, что это маловероятно и 3 % — что это исключено. 49 % чувствуют себя слабо защищенными от произвола, 29 % — совершенно не защищенными, 13 % — хорошо защищенными и 2 % — полностью защищенными. 16 % считает, что в случае, если они станут жертвами произвола правоохранительных органов, прокуратура и суд определённо их не защитят; 39 % — скорее не защитят; 28 % — скорее защитят и 6 % — определённо защитят . При этом свыше 80 % россиян стойко убеждены, что милиция у них в городе коррумпирована, 40 % уверены, что она связана с криминалом.

## Последствия милицейской зачистки
В результате в июне 2005 года жертвами Благовещенского и других избиений было создано движение «Россия избитая». Целями движения декларировались отставка Рашида Нургалиева, прекращение пыток и фильтраций и отмена легализующих их ведомственных актов. Движение провело несколько акций летом—осенью 2005 года, после чего фактически прекратило свою деятельность.
Лев Пономарёв утверждал, что «по всей стране идет тотальное „оборзение“ милиции, истоки которого следует искать в политике. Угрозы со стороны силовиков типа „Мы вам ещё покажем, кто есть власть!“ начались аккурат перед вторым президентским сроком Путина. Сначала пошли массовые избиения в колониях, а теперь люди в погонах переключились на мирные города, потому что чувствуют: пришло их время».
Аналогичное мнение высказывали и сами жертвы избиений в обращении движения «Россия избитая», утверждая, что «карательный опыт Чечни оказался перенесен вглубь России» и началось это со второго президентского срока президента Путина.
Благовещенск является не единственным примером массовой милицейской «зачистки» на территории России (без учета Северного Кавказа). Совет при Президенте РФ по содействию развитию институтов гражданского общества и правам человека, приводит по материалам СМИ и интернет-сайтов следующую хронику милицейского произвола:
- Село Таборы Таборинского района Свердловской области осенью 2004 г.
- Бежецк Тверской области: 24 ноября 2004 года и с 3 по 4 марта 2005 года;
- Село Рождествено Калининского района Тверской области 23 февраля 2005 года;
- Красноярск, 12 марта 2005 года;
- Село Ивановское Кочубеевского района Ставропольского края в ночь на 12 июня 2005 года;
- Зачистка в селении Мискинджа республики Дагестан 25 апреля 2006 года[99].

## Отражение в массовой культуре
Событию посвещена песня группы Lumen «02 (Благовещенск)» из альбома Свобода.